# Napa (Indijanci)
Napa /Porijeklo (možda patwinsko) riječi napa i njeno značenje nije točno utvrđeno, a najčešće se prevodi kao kuća, / ime kojim se danas označava okrug, rijeka, potok i grad u Kaliforniji. Prema Hodgeu ovaj naziv nije se koristio ni za jedno selo ni kod Wintuna ni kod susjednih Wappo Indijanaca. Kod Powersa nalazi se na listi patwinskih plemena na području okruga Napa u Kaliforniji, koji pripadaju porodici Copehan. 
Prvi bijelci dolinu Nape naseljavaju 1830.-tih godina a 1850. ona postaje jedan od 27 okruga Kalifornije. Indijance koji su ovdje živjeli pokosile su 1870-ih epidemije boginja i drugih bolesti.

## Vanjske poveznice
- A Brief History of Napa Valley